# Baja

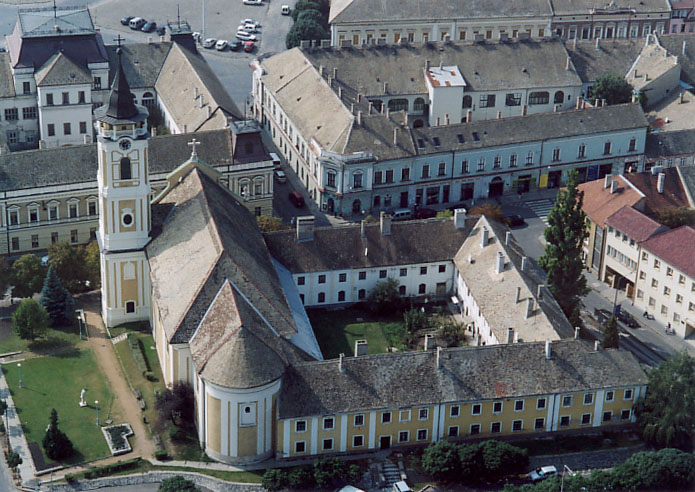
Monastero francescano di Baja

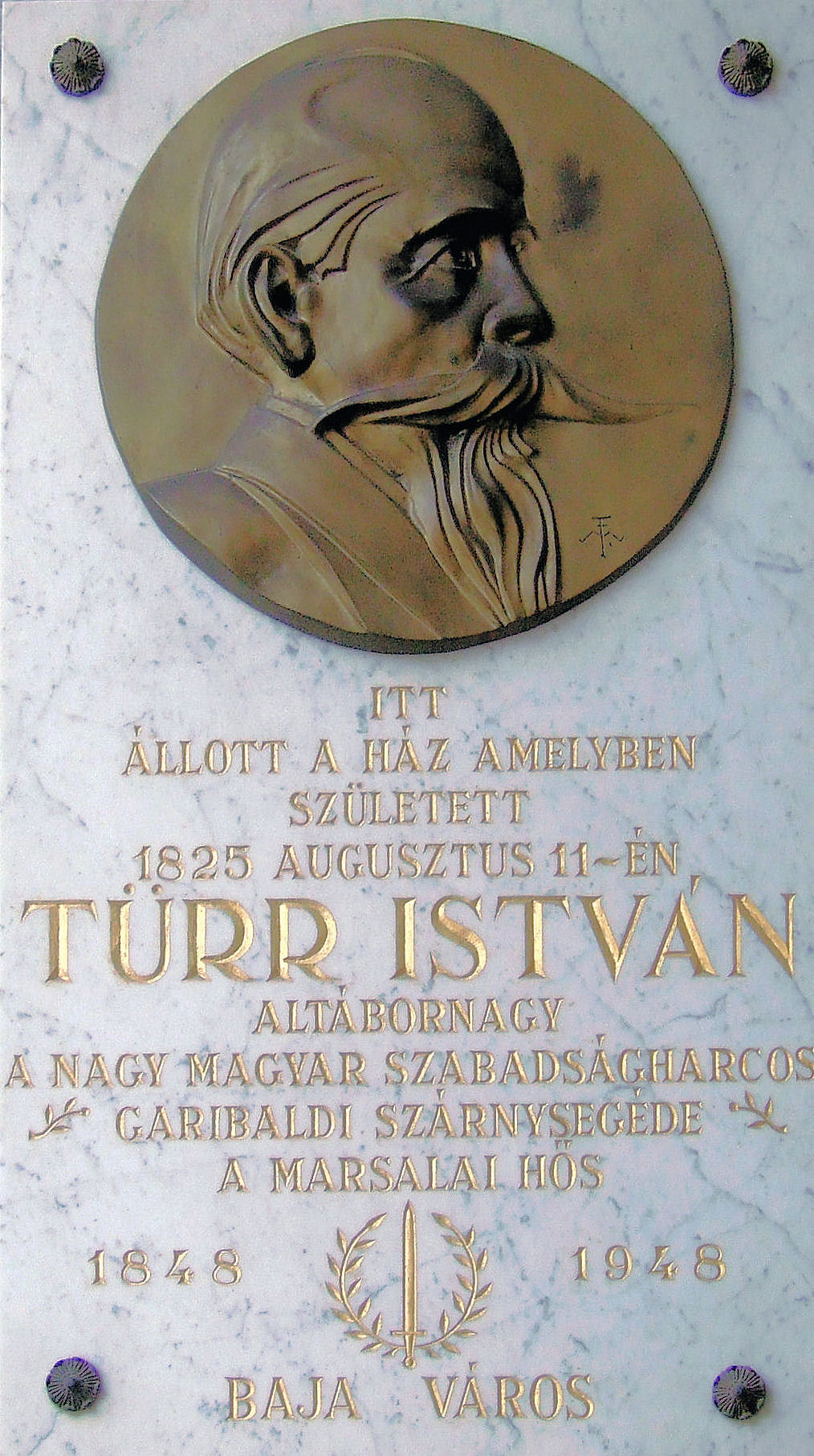
Targa in ricordo di Stefano Türr, originario della città

Baja (pronuncia bɒjɒ) (in tedesco Frankenstadt, in latino Francovilla) è una città situata nell'Ungheria meridionale di 37 508 abitanti (dato aggiornato a fine 2010) ed è la seconda città per importanza della contea di Bács-Kiskun, dopo il capoluogo Kecskemét

## Etimologia
Il nome della città deriva da quello della famiglia aristocratica, proprietaria dei terreni sui quali fu costruita; il nome, di origine turca, significa "toro".

## Storia
I dintorni della città sono abitati fin dall'epoca preistorica e con continuità dalla fine dell'età del ferro. Baja fu fondata presumibilmente nel XIV secolo e crebbe d'importanza durante la dominazione ottomana tanto da ottenere lo status di città nel 1696. La popolazione era in maggioranza serba e bosniaca e con l'arrivo degli Asburgo venne colonizzata da famiglie tedesche. La vicinanza del Danubio favorì il commercio, soprattutto di vino che veniva esportato in Austria.
Nel XIX secolo si sviluppò il commercio su rotaia che declinò con l'apertura della ferrovia che collegava l'Ungheria al mare Adriatico a Fiume.
Nel 1918, alla fine della prima guerra mondiale la città divenne parte del Regno di Jugoslavia per poi tornare all'Ungheria due anni dopo a seguito del trattato del Trianon e divenne capoluogo del comitato di Bács-Bodrog.
Dopo la seconda guerra mondiale venne sviluppata l'industria tessile.

## Società

### Evoluzione demografica
Secondo i dati del censimento del 2001, il 93,5% della popolazione è di lingua ungherese; minoranze etniche sono i tedeschi (2,7%), i croati (1,3%), i serbi (0,4%), gli slovacchi (0,1%), gli zingari (0,5%) e altri (1,5%).
Dal punto di vista del numero di abitanti, la città aumentò di molto il numero di abitanti nel periodo tra le due guerre e durante il periodo comunista.
| Anno | Popolazione |
| ---- | ----------- |
| 1870 | 21,248      |
| 1910 | 24,588      |
| 1920 | 22,522      |
| 1941 | 32,084      |
| 1949 | 27,936      |
| 1960 | 30,263      |
| 1970 | 35,575      |
| 1980 | 38,523      |
| 1990 | 38,686      |
| 2001 | 37,916      |
| 2008 | 37,573      |

## Amministrazione

### Gemellaggi
Baja è gemellata con:
- Argentan[3]
- Sombor[senza fonte]
- Waiblingen, dal 1988[4]
- Hódmezővásárhely[5]
- Târgu Mureș[6]
- Sângeorgiu de Pădure[7]
- Thisted[8]
- Albona[senza fonte]